# Valmy (metrostation)
Valmy is een metrostation aan lijn D van de metro van Lyon, in het 9e arrondissement van de Franse stad Lyon. Het station is geopend op 28 april 1997, als de uitbreiding van lijn D naar Gare de Vaise in gebruik genomen wordt.
Direct onder straatniveau bevindt zich de ingang van dit station, en daaronder bevindt zich het eilandperron waaraan de metro's stoppen. Het perron is, in tegenstelling tot de meeste metrostations in Lyon, met zorg vormgegeven door materiaalkeuze, ontwerp en verlichting. Het station bevindt zich midden in de wijk Vaise, een bij de stad ingelijfd dorp, dat voornamelijk residentieel van aard is.